# Вознесенская церковь (Вознесенское)
Вознесенская церковь — православный храм, объект культурного наследия в селе Вознесенком Черниговской области.

## История
Не стоит на государственном учёте.

## Описание
Вознесенская церковь — пример одного из позднейших на Черниговщине памятников деревянной монументальной архитектуры, которая сочетается с профессиональными способами конца XIX века периода историзма. Построена в период 1921—1923 годы. Имеет архитектурное сходство с Покровской церковью в Дягове, Спасской церковью в Даничах.
Деревянная, одноглавая, крестовая в плане церковь, удлинённая по оси запад—восток. С востока к центральному кубическому объёму (нефу) примыкает апсида, по обе стороны которой примыкают помещения ризницы и паламарни. Храм увенчан шатром на восьмигранном (восьмерике) световом барабане, который опирается на четверик. С запада примыкает трёхъярусная колокольня — четверик, несущий восьмерик на четверике, увенчанный шатром с глухим фонариком и главкой. Рядом расположена «тёплая» Казанская церковь.
Имеет три входа (в северном и южном приделах, центральный — в колокольне), все ориентированы на запад. Главный вход через колокольню акцентирован колонным портиком, увенчанным треугольным фронтоном, в тимпане — икона, украшен резным декором, ранее над фронтоном были глухой фонарик с главкой. В интерьере сохранилась масляная роспись, выполненная в 1943 году Г. Коваленко.